# Boutaiba Sghir
Pour les articles homonymes, voir Seghir.
Boutaïba Seghir est un chanteur de raï né le 4 juin 1945 à Chaabet El Ham (Wilaya d'Aïn Témouchent) en Algérie.

## Carrière
En 1963, il sort son 1er single, à 18 ans, Chetek el bérah. En 1963, il donne son 1er concert Scène d’été à Chaabat-el-Ham et Aïn Témouchent. Son 1er succès arrive en 1968 avec le single El Caoucaou. Puis il est violoniste pour l’orchestre de la radio d’Oran, de 1967 à 1969. En 1969, les chansons Raba Raba et El Fermliya sortent, et sont encore aujourd’hui appréciés par le public. Ces titres ont été repris par cheb Khaled. En 1972 sort le titre El Ghira T'hadar.
Il est considéré à l'heure actuelle comme le roi du raï et l'inventeur du raï moderne avec Cheikh Beloumou[réf. nécessaire]. Boutaiba Sghir va inspirer beaucoup de chanteurs comme Cheb Khaled, Cheb Mami ou encore Cheb Hasni. Khaled dit de lui : « Je ne suis pas le roi du raï, je ne suis que l'ambassadeur. Le vrai roi, c'est Boutaiba Sghir, c'est lui qui m'a tout appris »[réf. nécessaire].
En septembre 2010, il est invité à Paris par Cheb Khaled avec Maurice El Medioni, Cheb Sahraoui et Chaba Zahouania pour un concert en hommage à Oran, intitulé Café d'Oran.